# Деменција и губитак слуха
Деменција и губитак слуха  веома су распрострањена стања међу старијим особама. Нелечени губитак слуха повећава ризик од деменције код средовечних и старијих одраслих, потврђују нова истраживања. У том циљу последњих година  истражује се повезаност између употребе слушног апарата и ризика од деменције свих узрока и узрока код одраслих особа средњих и старијих година, како би се на индиректан начин доказало да губитак слуха погоршава деменцију.

## Основне информације

### Деменција
Деменција је болест карактеристична за особе старије животне доби. У основи ове појаве стоје морфолошке, хистолошке и биохемијске промене мозга, као природне појаве везане за процес старења. Наведене промене за последице имају губитак меморије, промене личности и губитак социјалних способности. Важно је напоменити да деменција није нормалан део старења, већ патолошко стање које се код већине људи никада не развије.

### Губитак слуха
Губитак слуха или глувоћа представља здравствени поремећај који се огледа у делимичној или потпуној немогућности слушног система да преноси надражаје. Глувоћа може бити узрокована наследним факторима, повредама или разним обољењима. Губитак слуха се може јавити у једном или оба ува. Уколико се код људи јави у раном животном добу, може утицати на способност учења језика, па се такве особе називају глувонемима и обично захтевају посебан третман. Код неких људи, посебно старијих особа, губитак слуха може да доведе до усамљености али и дедменције.  Глува особа може мало да чује или да уопште не чује.
Губитак слуха је независан фактор ризика за лоше когнитивне функције, когнитивни пад и деменцију свих узрока. Систематски преглед и мета-анализа проспективних студија открили су да је губитак слуха повезан са 28% повећаним изгледима за деменцију свих узрока,  као и  да људи са оштећењем слуха без употребе слушног апарата имају преко 42% повећан ризик од деменције.
Могући механизми који леже у основи везе губитка слуха са деменцијом укључују прерасподелу когнитивних ресурса на слушну перцептивну обраду, когнитивно погоршање због дуготрајног ускраћивања слушног инпута,  Уобичајени неуродегенеративни процес у старењу мозга који доводи и до когнитивног опадања и губитка слуха, и социјална изолација узрокована губитком слуха и когнитивних способности.
Такође, губитак слуха који се манифестује као централна слушна дисфункција генерално се посматра као рани маркер деменције.

## Епидемиологија
Иако докази показују да губитак слуха може бити најутицајнији фактор ризика за деменцију у средњој животној доби, ефикасност употребе слушног апарата у смањењу ризика од деменције у стварном свету није у већој мери није истражен све до недавно спроведене велика опсервациона студија из Уједињеном Краљевству које је показала да оштечење слуха у 42% повећан ризик од деменције код особа са оштећењем слуха у поређењу са њиховим вршњацима који немају проблема са слухом. Поред тога, није било повећаног ризика код оних са оштећењем слуха који су користили слушна помагала. За ову студију, истраживачи су анализирали лонгитудиналне податке о 437.704 особе, од којих су већина били белци,  (54% жене; средње старости на почетку болоести, 56 година).
Отприлике три четвртине кохорте није имало губитак слуха, а једна четвртина је имала одређени ниво губитка слуха, а 12% ових особа користило је слушне апарате.
У поређењу са особама без губитка слуха, особе са оштећењем слуха, које нису користиле слушна помагала имале су повећан ризик од деменције свих узрока док код особа са оштећењем слуха који су користиле  слушна помагала није пронађен повећан ризик  од деменције свих узрока. Позитивна повезаност употребе слушног апарата уочена је код деменције свих узрока и подтипова деменције специфичних за узрок (Алцхајмерова болест, васкуларна деменција и неваскуларна деменција која није повезана са Алцхајмеровом болешћу). Удео ризика који се може приписати деменције је губитак слуха који је процењен на 29,6% случајева, од укупне повезаности између употребе слушног апарата и деменције свих узрока.

## Фактори ризика и превенција слушним апаратима
Предвиђа се да ће до 2050. године деменција захватити 150 милиона људи широм света, што ће допринети да 115,8 милиона људи наредне године живота морају да прилагоде инвалидности.   Комисија Ланцет за 2020. годину известила је да постоји 12 фактора ризика чини око 40% случајева деменције широм света, што намеће потребу решавања фактора ризика који се могу спречити аку су кључни за превенцију деменције.  Широм света, губитак слуха (≥20 дБ) погађа 10% људи старости 40–69 година, 30% људи старијих од 65 година и 70–90% људи старости 85 година или више.
Истраживања су показала повезаност између губитка слуха и деменције, што указује да би губитак слуха могао бити потенцијални фактор ризика за деменцију који се може променити. У том смислу, санирање губитка слуха, као што је коришћење слушних помагала код људи средњих или старијих година може бити потенцијални начин да се смањи ризик од деменције.
Основни механизми који повезују употребу слушног апарата и смањени ризик од деменције остају нејасни. Могу постојати директни и индиректни путеви. Слушни апарати могу одложити когнитивни пад спречавањем слушне депривације.
- Прво, појединцима са оштећењем слуха могу бити потребни повећани когнитивни ресурси за слушну перцептивну обраду док обављају напорно слушање— јер имају високо когнитивно оптерећење.[14] Слушни апарати могу смањити когнитивно оптерећење од слушања, преусмеравајући когнитивне ресурсе назад на когнитивне задатке.

- Друго, сензорна депривација узрокована губитком слуха може довести до структурних промена, укључујући смањене запремине у примарном слушном кортексу, целом мозгу и десном темпоралном режњу.

- Треће, ове физичке промене касније доводе до когнитивног пада.[15]

Употреба слушног апарата може ублажити или елиминисати сензорну депривацију и тиме побољшати когнитивне способности. Поред тога, могући су индиректни ефекти слушних помагала на когнитивни пад. Људи са оштећењем слуха, посебно старији људи, имају већу вјероватноћу да доживе усамљеност, социјалну изолацију и депресију него њихови вршњаци без губитка слуха.  Студије су такође откриле да су ови психосоцијални проблеми повезани са повећаним ризиком од когнитивног пада.
Наведени проблеми могу бити на узрочној вези између губитка слуха и деменције. За сада је нејасно је да ли употреба слушног апарата смањује ризик од деменције кроз смањење штетних ефеката губитка слуха на усамљеност, социјалну изолацију и депресију, или су у питању други чиниоци.
Међутим како је у 11% случајева утврђена повезаности између употребе слушног апарата и смањеног ризика од деменције свих узрока посредованих кроз побољшање психосоцијалних проблема, то указује да доминира директан ефекат или други неизмерени механизми употребе слушног апарата на мањи ризик од деменције.